# Limunska trava
Limunska trava (lat. Cymbopogon) je rod biljaka iz porodice trava (lat. Poaceae). Raširena je uglavnom u tropskim krajevima.
Smatra se da limunska trava i njezino ulje imaju terapeutska svojstva.Naziv dolazi od mirisa, koji podsjeća na limun. Uzgaja se kao kulinarsko i ljekovito bilje. Rod ima oko 50 različitih vrsta, koje rastu u Australiji, Africi i Aziji. 
Vrste iz roda limunske trave zelene su biljke koje ne tvore sekundarno tkivo. Njihovo lišće može doseći duljinu i do 300 centimetara. Danas se koriste kao začin hrani ili kao glavni sastojak jela. Zahvaljujući trgovini, proširile su se u dijelovima svijeta gdje vlada tropska klima.
Vrste iz roda limunske trave (Cymbopogon nardus i Cymbopogon winterianus) narastu do oko 2 m i imaju bazu stabljike magenta boje.
Ove se vrste koriste za proizvodnju ulja
citronele, koje se koristi u sapunima, kao
repelent za kukce (osobito komarci)
u spreju protiv kukaca i svijećama te u
aromaterapiji. Glavni kemijski sastojci
citronele, geraniol i citronelol su antiseptici i stoga se ovaj biljni materijal koristi u kućanstvima za dezinfekciju i sapune. Osim za proizvodnju ulja, limunska trava se koristi u kulinarske svrhe i kao začin.
Istočnoindijska limunska trava (lat. Cymbopogon flexuosus), koja se naziva i malabarska trava, porijeklom je iz zemalja kao što su: Kambodža, Vijetnam, Laos, Indija, Šri Lanka, Mijanmar i Tajland, dok je zapadnoindijska limunska trava (lat. Cymbopogon citratus) podrijetlom i jugoistočne Azije. lako se obje mogu koristiti, C. citratus je prikladniji za kuhanje.
U Šri Lanki limunska trava se koristi kao biljka za kuhanje i za eterična ulja.
U Indiji, C. citratus koristi se i kao ljekovita biljka i u parfemima. C. citratus koristi se u čaju protiv anksioznosti u brazilskoj narodnoj medicini, iako su klinička ispitivanja pokazala da zapravo nema učinka. Čaj je izazvao povratak bolesti u jednom slučaju te kontaktni dermatitis.